# فلسفة التصميم

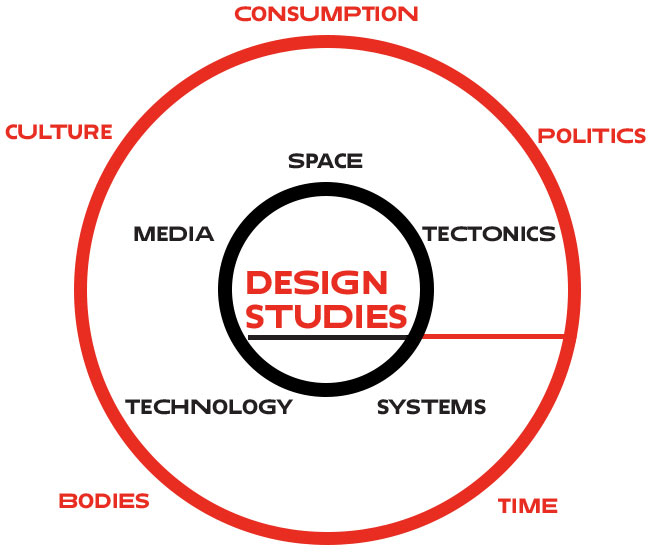
مصفوفة دراسات التصميم

فلسفة التصميم هي دراسة تعريفات التصميم والافتراضات والأسس والآثار المترتبة على التصميم. يعرف المجال، الذي يعد في الغالب تخصصًا فرعيًا من فلسفة الجمال، من خلال الاهتمام بمجموعة من المشكلات، أو الاهتمام بالمخاوف المركزية أو التأسيسية في التصميم. بالإضافة إلى هذه المشكلات المركزية للتصميم ككل، ينظر العديد من فلاسفة التصميم إلى هذه المشكلات لأنها تنطبق على تخصصات معينة (مثل فلسفة الفن). على الرغم من أن معظم الممارسين هم فلاسفة جمال (أي، الجماليات)، فقد ساهم العديد من المصممين والفنانين البارزين في هذا المجال. للحصول على مقدمة لفلسفة التصميم، راجع مقالة بير جالي في الأكاديمية الملكية الدنماركية.